# Zuzana Gardavská
Zuzana Gardavská (* 4. Juli 1983 in Ostrava) ist eine tschechische Grasskiläuferin. Sie gehört der tschechischen Grasski-Nationalmannschaft an, ist dreifache Weltmeisterin und siebenfache Juniorenweltmeisterin und gewann in der Saison 2011 den Gesamtweltcup.

## Karriere
Erste große Erfolge feierte Gardavská bei den Juniorenweltmeisterschaften. Von 2001 bis 2003 gewann sie insgesamt sieben Goldmedaillen, wobei sie bei der Junioren-WM 2002 sogar alle vier Wettbewerbe für sich entscheiden konnte. In der Allgemeinen Klasse gewann sie ihre erste Medaille und zugleich ihren ersten Weltmeistertitel bei der Weltmeisterschaft 2003 in Castione della Presolana. Gardavská siegte im Super-G vor den beiden Slowakinnen Veronika Cvašková und Lenka Gábrišová und belegte im Riesenslalom den neunten Platz. Im Slalom und somit auch in der Kombination fiel sie jedoch aus. Zwei Jahre später gewann sie bei der Weltmeisterschaft 2005 in Dizin die Silbermedaille im Super-G und mit Rang fünf im Slalom auch noch Bronze in der Kombination. Eine weitere Bronzemedaille gewann sie in der Super-Kombination der Weltmeisterschaft 2007 in Olešnice v Orlických horách, wo sie auch Siebente im Super-G wurde. Ihre nächsten beiden Weltmeistertitel holte sich Gardavská bei der Weltmeisterschaft 2009 in Rettenbach. Sie gewann die Goldmedaille im Super-G und in der Super-Kombination sowie die Silbermedaille im Riesenslalom, womit sie zur erfolgreichsten Teilnehmerin dieser WM wurde. Im Slalom schied sie jedoch im zweiten Lauf aus, nachdem sie beim Start beide Skistöcke verloren hatte. Bei der Weltmeisterschaft 2011 in Goldingen wurde sie jeweils Zweite im Slalom und im Riesenslalom sowie Fünfte im Super-G. In der Super-Kombination schied sie im Slalomdurchgang aus, nachdem sie im Super-G-Lauf auf Platz drei gelegen hatte.
Zahlreiche Siege und Podestplätze feierte Gardavská auch im Weltcup. In der Saison 2002 kam sie erstmals unter die besten drei in der Gesamtwertung und auch im nächsten Jahr wurde sie Gesamt-Dritte. Ihr vorläufig bestes Gesamtresultat erreichte sie in der Saison 2004: Mit vier zweiten und zwei dritten Plätzen, jedoch keinem Sieg, wurde sie hinter der Österreicherin Ingrid Hirschhofer Zweite im Gesamtweltcup. In den nächsten vier Saisonen kam sie in der Gesamtwertung dreimal unter die besten sechs. Ausnahme war das Jahr 2007, in dem sie keine Weltcuprennen bestritt. In der Saison 2009 kam Gardavská mit zwei Siegen und weiteren sieben Podestplätzen erneut auf den dritten Rang im Gesamtweltcup und 2010 wurde sie mit einem Sieg im Riesenslalom von Dizin Gesamt-Vierte. Der bisher größte Erfolg im Weltcup gelang Gardavská in der Saison 2011: Mit fünf Siegen und einem zweiten Platz entschied sie vor der Österreicherin Ingrid Hirschhofer und der Deutschen Anna-Lena Büdenbender den Gesamtweltcup für sich. 2012 nahm sie erneut an keinen Weltcuprennen teil.

## Erfolge

### Weltmeisterschaften
(Vollständige Ergebnisse erst ab 2003 bekannt, davor gewann sie keine Medaillen)
- Castione della Presolana 2003: 1. Super-G, 9. Riesenslalom
- Dizin 2005: 2. Super-G, 3. Kombination, 5. Slalom
- Olešnice v Orlických horách 2007: 3. Super-Kombination, 7. Super-G
- Rettenbach 2009: 1. Super-G, 1. Super-Kombination, 2. Riesenslalom
- Goldingen 2011: 2. Slalom, 2. Riesenslalom, 5. Super-G

### Juniorenweltmeisterschaften
(Ergebnisse ab 2002)
- Nové Město na Moravě 2002: 1. Slalom, 1. Riesenslalom, 1. Super-G, 1. Kombination
- Goldingen 2003: 1. Slalom, 1. Riesenslalom, 4. Kombination, 7. Super-G

### Weltcup
- 1. Gesamtrang: 2011
- 2. Gesamtrang: 2004
- 3. Gesamtrang: 2002, 2003 und 2009